# Camposodes evanescens
Camposodes evanescens är en tvåvingeart som beskrevs av Cortes 1967. Camposodes evanescens ingår i släktet Camposodes och familjen parasitflugor. Inga underarter finns listade.